# Parasteropleurus balearicus
Parasteropleurus balearicus is een rechtvleugelig insect uit de familie van de sabelsprinkhanen (Tettigoniidae). De wetenschappelijke naam van deze soort is voor het eerst voorgesteld als Ephippigera balearica door Ignacio Bolívar in een publicatie uit 1884.
Deze soort komt voor op Mallorca en Menorca.